# Курвеого
Курвеого (фр. Kourwéogo) — одна из 45 провинций Буркина-Фасо. Входит в состав области Центральное Плато. Административный центр провинции — город Буссе. Площадь провинции составляет 1588 км².

## Население
По данным на 2013 год численность населения провинции составляла 155 792 человека.
Динамика численности населения провинции по годам:
| 1996    | 1997    | 2005    | 2006    | 2013    |
| ------- | ------- | ------- | ------- | ------- |
| 115 996 | 117 370 | 146 324 | 136 017 | 155 792 |

## Административное деление
В административном отношении подразделяется на 5 департаментов:
- Буссе
- Лайе
- Ниу
- Сургубила
- Тёгин